# Макдональд, Уилли
Уи́льям Макдо́нальд (англ. William McDonald; 9 июля 1905 — 1979), более известный как Уи́лли (Ви́лли) Макдо́нальд (англ. Willie McDonald) — шотландский футболист. Выступал на позиции инсайда.

## Биография
Уроженец Котбриджа, Ланаркшир, в начале своей футбольной карьеры выступал за ряд шотландских любительских клубов. В сезоне 1925/26 играл за профессиональный клуб «Данди Юнайтед». В 1928 году вновь стал играть на профессиональном уровне за «Эйрдрионианс», где провёл четыре сезона. В апреле 1932 года перешёл в английский клуб «Манчестер Юнайтед». Дебютировал за клуб 23 апреля 1932 года в матче Второго дивизиона против «Брэдфорд Сити». Свой первый гол за «Юнайтед» забил 7 января 1933 года в игре против «Саутгемптона». За три неполных сезона в составе «Юнайтед» провел 27 матчей и забил 4 мяча.
В августе 1934 года стал игроком «Транмир Роверс», где провёл два сезона. В дальнейшем играл за «Ковентри Сити» и «Плимут Аргайл», после чего завершил карьеру в связи с началом войны.